# Sazená
Sazená é uma comuna tcheca localizada na região da Boêmia Central, distrito de Kladno, da República Tcheca.